# Wojciech Goszczyński
Wojciech Maria Goszczyński (ur. 11 września 1944 w Warszawie) – polski entomolog, profesor doktor habilitowany SGGW i KUL.

## Życiorys
Ukończył XXII Liceum Ogólnokształcące z Oddziałami Dwujęzycznymi im. José Martí w Warszawie. Studiował w Szkole Głównej Gospodarstwa Wiejskiego w Warszawie, w 1968 uzyskał stopień magistra inżyniera, w 1976 obronił doktorat na podstawie pracy "Biologia i szkodliwość mszyc żerujących na korzeniach marchwi", w 1989 habilitował się na podstawie rozprawy "Biologiczne podstawy integrowanego zwalczania mączlika szklarniowego" opublikowanej w 1988, a w 1993 został profesorem uczelni. Od 1 września 1999 był profesorem Katolickiego Uniwersytetu Lubelskiego. W 2001 uzyskał tytuł profesora nauk rolniczych.
Zajmował się ekologią roztoczy oraz pluskwiaków. Prowadził badania nad mszycami (Aphidinea) i mączlikami (Aleyrodinea) oraz metodami ich zwalczania, szczególnie w przypadku gatunków mszyc występujących na roślinach szklarniowych. Opracował bionomię i szkodliwość mszyc korzeniowych marchwi i mączlika szklarniowego, zajmował się metodami ochrony biologicznej upraw pod osłonami. Prowadził badania nad żerowaniem mszyc z wykorzystaniem techniki EPG (Electrical Penetration Graph). Ponadto zajmował się badaniami i praktyką w zakresie wykorzystania organizmów pożytecznych do ochrony roślin przed szkodnikami. Dorobek naukowy Wojciecha Goszczyńskiego obejmuje 104 publikacje, 3 podręczniki i 1 skrypt. Otrzymał zespołową nagrodę Ministerstwa Rolnictwa w 1992 roku.

## Odznaczenia
- Złoty Medal Komisji Edukacji Narodowej[3]
- Złoty Krzyż Zasługi[1]